# Settingiano
Settingiano är en ort och kommun i provinsen Catanzaro i regionen Kalabrien i Italien. Kommunen hade 3 124 invånare (2018).